# C. Bascom Slemp

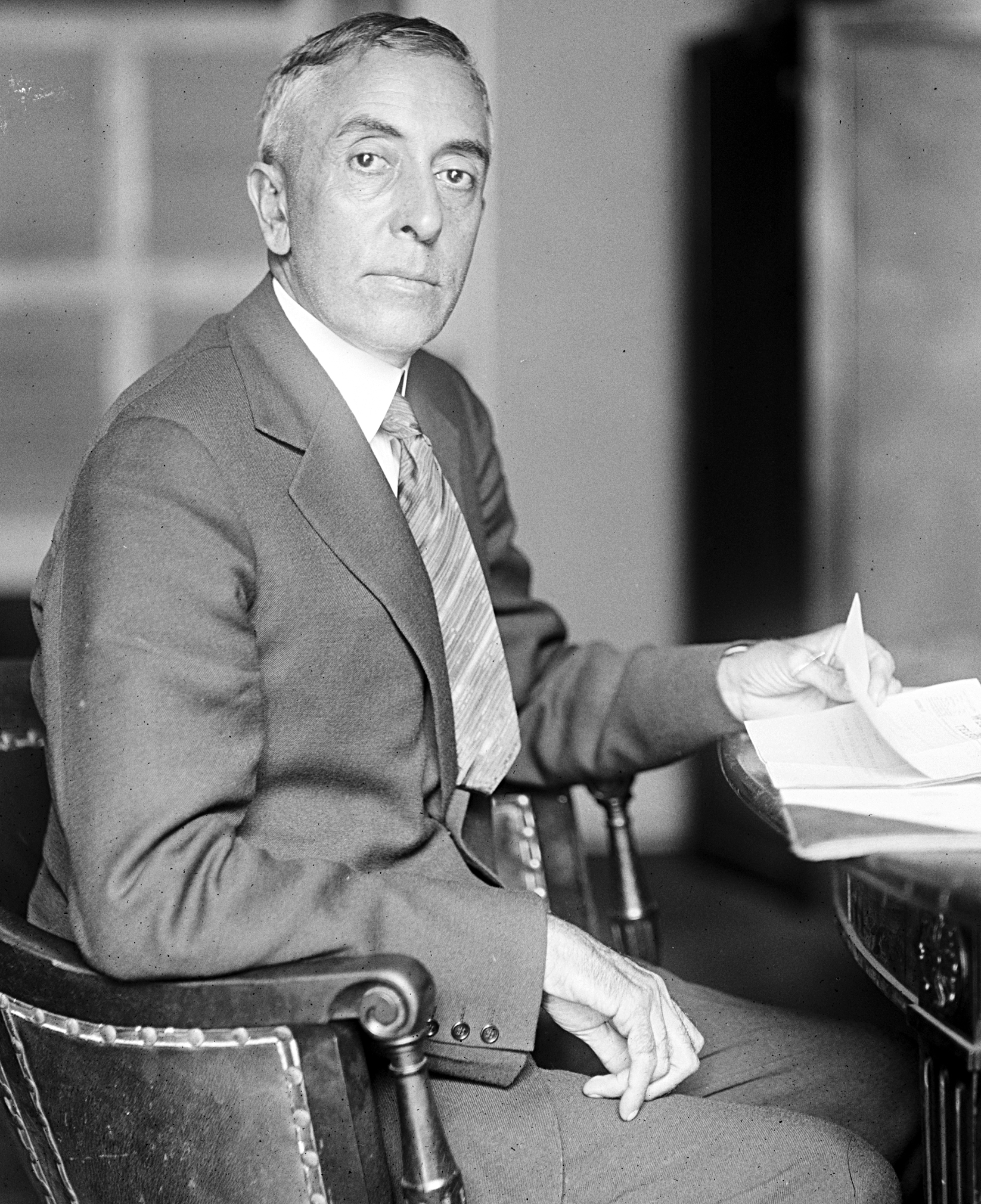
C. Bascom Slemp (1923)

Campbell Bascom Slemp (* 4. September 1870 in Turkey Cove, Lee County, Virginia; † 7. August 1943 in Knoxville, Tennessee) war ein US-amerikanischer Politiker. Zwischen 1907 und 1923 vertrat er den Bundesstaat Virginia im US-Repräsentantenhaus.

## Werdegang
C. Bascom Slemp war der Sohn des Kongressabgeordneten Campbell Slemp (1839–1907). Er besuchte die öffentlichen Schulen seiner Heimat und danach bis 1891 das Virginia Military Institute in Lexington. Ein Jahr lang war er Kadettenkommandat am Marion Military Institute; bis 1901 lehrte er Mathematik am Virginia Military Institute. Nach einem anschließenden Jurastudium an der University of Virginia in Charlottesville und seiner 1901 erfolgten Zulassung als Rechtsanwalt begann er im Wise County in diesem Beruf zu arbeiten. Gleichzeitig schlug er als Mitglied der Republikanischen Partei eine politische Laufbahn ein. Von 1905 bis 1918 war er Parteivorsitzender in Virginia. Danach wechselte er in das Republican National Committee.
Nach dem Tod seines Vaters, der als Abgeordneter starb, wurde Slemp bei der fälligen Nachwahl für den neunten Sitz Virginia als dessen Nachfolger in das US-Repräsentantenhaus in Washington, D.C. gewählt, wo er am 7. Dezember 1907 sein neues Mandat antrat. Nach sieben Wiederwahlen konnte er bis zum 3. Januar 1923 im Kongress verbleiben. In diese Zeit fielen der Erste Weltkrieg sowie die Ratifizierung des 16., des 17., des 18. und des 19. Verfassungszusatzes.
Im Jahr 1922 verzichtete Slemp auf eine weitere Kongresskandidatur. Zwischen 1923 und 1925 arbeitete er im Stab von US-Präsident Calvin Coolidge als Secretary to the President. Diese Position ist mit dem späteren Stabschef des Weißen Hauses zu vergleichen. Danach praktizierte er bis 1932 wieder als Anwalt; anschließend zog er sich in den Ruhestand zurück. Bascom Slemp starb am 7. August 1943 in Knoxville.